# Берестовский, Владимир Владимирович
Владимир Владимирович Берестовский (1884 — 1944) — штабс-ротмистр 9-го гусарского Киевского полка, герой Первой мировой войны. Участник Белого движения на Юге России, полковник.

## Биография
Среднее образование получил в Харьковском реальном училище. Воинскую повинность отбывал в 28-м драгунском Новгородском полку, 21 сентября 1906 года был произведен в прапорщики запаса армейской кавалерии по Роменскому уезду.
С началом Первой мировой войны был призван в 9-й гусарский Киевский полк. Удостоен ордена Св. Георгия 4-й степени
За храбрость и мужество, проявленные им 10 мая 1915 года, когда лично взорвал деревянный мост через р. Прут, устроенный для узкоколейной железной дороги у д. Непоколуцы, в районе расположения противника, не обращая внимания на открытый по нем огонь.
Произведен в корнеты 30 декабря 1915 года, в поручики — 28 мая 1916 года, в штабс-ротмистры — 6 сентября того же года.
С началом Гражданской войны прибыл в Добровольческую армию с группой офицеров бывшей 9-й кавалерийской дивизии, сформировавших Сводный дивизион 9-й кавалерийской дивизии, в мае 1919 года развернутый в полк. В Русской армии — в 6-й кавалерийском полку, командир дивизиона киевских гусар, полковник. Был тяжело ранен. Галлиполиец.
В эмиграции в Югославии. Служил в пограничной страже. В 1924 году в составе отряда русских добровольцев участвовал в албанском походе, приведшем к власти Ахмета Зогу. Служил в албанской армии в чине полковника. Оставил воспоминания о действиях русского отряда в 1924 году. Умер в 1944 году.

## Награды
- Орден Святой Анны 4-й ст. с надписью «за храбрость» (ВП 2.04.1915)
- Орден Святого Георгия 4-й ст. (ВП 30.12.1915)
- Орден Святой Анны 3-й ст. с мечами и бантом (ВП 5.04.1916)
- Орден Святого Станислава 3-й ст. с мечами и бантом (ВП 3.06.1916)
- Георгиевское оружие (ПАФ 25.11.1917)